# Simpatria

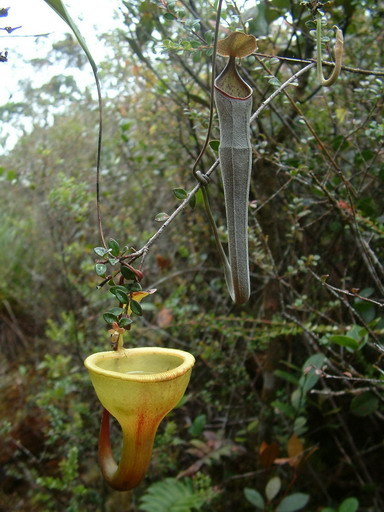
Un Nepenthes jamban sulla sinistra ed un Nepenthes lingulata sulla destra, organismi simpatrici nella foresta montana di Sumatra

In biologia, due specie o due popolazioni sono dette in simpatria o simpatriche quando occorrono nella stessa area e sono capaci di venire in contatto. Questa condizione si distingue da quella di parapatria, nella quale le due specie hanno areali adiacenti, ma non sovrapposti, e da quella di allopatria, nella quale gli areali sono completamente separati. Quando due specie molto simili ma distinte sono simpatriche, il fatto può essere un indicatore di speciazione simpatrica, una modalità di speciazione nella quale una popolazione si divide in due specie simpatriche che inizialmente si accoppiano l'una con l'altra.

## Esempi
La simpatria è stata messa in evidenza sempre più spesso nella ricerca scientifica moderna. Per questo motivo la speciazione simpatrica (che una volta era molto dibattuta tra scienziati) sta progressivamente guadagnando credibilità come una forma possibile di speciazione.

### Orca: simpatria parziale
Molti tipi diversi di orca (Orcinus orca), che sono caratterizzati da un congiunto di differenze morfologiche e comportamentali, vivono in simpatria nel Nord Atlantico, Nord Pacifico e nell'Oceano Antartico. Nel Nord Pacifico, tre popolazioni di orche - definite "transitorie", "residenti" e "pelagiche" - mostrano una simpatria parziale incrociando i loro cammini con una relativa frequenza. I risultati di analisi genetiche recenti basate sul DNA mitocondriale indicano che questo è dovuto a un contatto secondario, nel quale i tre tipi si sono reincontrati uno con l'altro dopo la migrazione bidirezionale originaria che ha diviso le orche in Nord Atlantiche e Nord Pacifiche. La simpatria parziale in queste orche non è quindi un risultato della speciazione. Inoltre sono state documentate nell'Atlantico delle popolazioni di orche in cui coesistono tutti i tre tipi ed evidenziando che tra loro è possibile l'incrocio. In questo caso il contatto secondario non ha prodotto un rigido isolamento riproduttivo, come è stato spesso previsto.

### Cuculo dal ciuffo e gazza: parassitismo della covata
Il cuculo dal ciuffo (Clamator glandarius) è endemico dell'Europa meridionale ed è parassita di cova della gazza (Pica pica). Il suo areale è interamente compreso in quello dell'ospite e le due specie sono dunque completamente simpatriche, tuttavia la durata della loro simpatria differisce a seconda della località. Per esempio a Hoya de Gaudix, nel sud della Spagna il cuculo e la gazza sono vissuti in simpatria fin dall'inizio degli anni Sessanta, mentre in altre località le due specie sono diventate simpatriche da tempi più recenti. il cuculo dal ciuffo in Sudafrica è in relazione simpatrica con almeno otto specie di storni e due corvi il Corvus albus e il Corvus capensis.
Il cuculo dal cuffio sfrutta il parassitismo della covata deponendo le uova mimetizzate all'interno del nido nel quale si trova il nido di gazza. Dal momento che le uova del cuculo si schiudono prima delle uova di gazza, i pulcini di gazza si trovano a competere con i pulcini di cuculo per lo stesso cibo che viene procurato dalla gazza madre. Questa relazione tra il cuculo e la gazza può essere caratterizzata a volte come una simpatria recente, a volte come una simpatria di vecchia data. Il risultato di un esperimento di Soler e Moller dimostra che nelle aree di simpatria antica (dove le specie hanno coabitato da molte generazioni), le gazze erano più spesso in grado di riconoscere e rigettare la maggior parte di uova di cuculo, dato che queste stesse gazze avevano sviluppato un controadattamento che le aiuta a identificare il tipo di uova; nel caso delle aree di simpatria più recente le gazze rigettavano comparativamente meno uova di cuculo. Quindi, la simpatria può causare coevoluzione, a causa delle quali entrambe le specie subiscono delle mutazioni genetiche dovute alla pressione selettiva che una delle specie esercita sull'altra.

### FormicaAcromyrmex: isolamento dei giardini fungini
La formica Acromyrmex protegge e nutre varie specie di funghi basidiomiceti che usa come fonte di cibo in un sistema conosciuto come mutualismo formica-fungo. Le colonie di formiche sono strettamente associate con le loro colonie di funghi e possono essersi coevolute con una corrispondente discendenza diretta di funghi in ogni colonia individuale. Le popolazioni di formiche prevengono la trasmissione orizzontale di funghi estranei dato che questa trasmissione potrebbe portare a uno stress competitivo all'interno della propria colonia fungina. Gli invasori sono identificati e rimossi dalla colonia di formiche, inibendo la competizione e l'incrocio di funghi. Questo stretto isolamento delle singole popolazioni aiuta a mantenere la purezza genetica della colonia fungina e questo meccanismo può portare e una speciazione simpatrica all'interno dello stesso habitat.